# Libnotes banahaoensis
Libnotes banahaoensis är en tvåvingeart som först beskrevs av Alexander 1929.  Libnotes banahaoensis ingår i släktet Libnotes och familjen småharkrankar. Inga underarter finns listade i Catalogue of Life.